# (35122) 1992 ET15
1992 ET15 (asteroide 35122) é um asteroide da cintura principal. Possui uma excentricidade de 0.17568240 e uma inclinação de 1.95247º.
Este asteroide foi descoberto no dia 1 de março de 1992 por UESAC em La Silla.